# Cleveland Monsters
Cleveland Monsters – amerykański klub hokeja na lodzie z siedzibą w Cleveland.
Pierwotnie klub powstał w 1994 w lidze IHL. W 2016 założono Cleveland Monsters dla rozgrywek AHL, a jego poprzednikami prawnymi byli: Denver Grizzlies (1994–1995), Utah Grizzlies (1995–2005), Lake Erie Monsters (2007–2016).

## Sukcesy
- Puchar Caldera: 2016[2]